# Pierre Perrin
Pierre Perrin (* um 1620 in Lyon; † 26. April 1675 in Paris) war ein französischer Dichter, Librettist und Begründer der Pariser Oper.

## Leben

### Anfänge beim Haus Orléans
Seine Jugendzeit in Rom brachte Pierre Perrin in Kontakt mit der italienischen Oper. Die Stücke wurden in Italien in neuen Theatern einem großen Publikum dargeboten, während in Frankreich die Musik eine Sache des Hofs blieb – in Paris genau genommen des Königshofs und des Hofs von Gaston d’Orléans, beide in einer Rivalität um das soziale Prestige. Perrin konnte seine ersten dreizehn Jahre in Paris bei Gastons Hof verbringen und Einsicht in die aristokratischen Gepflogenheiten gewinnen. Unbekümmerte Fantasie zeichnete die Theaterstücke in Gastons Haus aus, schlüpfrige und witzige Dialoge, vielgestaltiges Liebesleben und schrankenlose Vergnügungen. Perrin kam dort zu einem Humor mit vulgär infantilem Einschlag, bei dem er auch blieb, als zur allseitigen Erleichterung der Anstand sich wieder durchsetzte. 1647, als er bereits zwei Jahre in Paris verweilte, bekam er eine Offerte, beim Haus Gaston d’Orléans die Position eines „Introducteur des ambassadeurs“ zu übernehmen. Claude d'Urre, sieur de Chaudebonne hatte sie ursprünglich Vincent Voiture verschafft. Dessen Nachfolger wurde Bénigne Bruno, der sie Perrin anbot. Das Geld für den Kauf des Amtes kam im Fall Perrins zur Hälfte von der 61-jährigen Witwe Madame de La Barroire, die ihn 1653 heiratete und sich das Geld lieh. Die Annullierung der Ehe und der Tod der Dame brachten ihm eine andauernde Schuldenlast und den Anwurf des Mitgiftschwindels. Letztlich erwies sich die für 18.000 Livres erworbene Position als wertlos, da Gaston nach 1653 vom höfischen Leben zurückgezogen auf Schloss Blois lebte. Zwischen 1659 und 1672 war dieser Fehltritt der Grund für Perrins sieben Inhaftierungen von 2 Tagen bis über 14 Monate Dauer.
Aufmerksam wurde man auf Abbé Perrin, wie er ohne berechtigten Grund auch genannt wurde, durch dessen Übersetzung von Vergils Aeneis, Gedichte in einem naturalistischen Stil sowie Liedtexte für die Komponisten Moulinié, Cambefort, Lambert und Cambert. Mit Robert Cambert schuf er die erste Oper in französischer Sprache, La Pastorale d’Issy, in deren Vorwort „Lettre à Mgr l’archevêque de Turin“, sich die theoretischen Grundlagen zum Verständnis der Texte französischer Opern finden. Perrin erachtete, wie in Frankreich damals üblich, die Sprache wichtiger als die poetische Funktion der Musik, nicht ohne dem Libretto die Eigenarten einer speziellen Theatergattung zuzubilligen. Seiner praktischen Erfahrung entsprang allerdings die Einsicht in die Notwendigkeit, mit der Sprache den Bedürfnissen des Komponisten entgegenzukommen.

### Unter der Obhut  von Mazarin und Colbert
In Issy wurde die Pastorale im April 1659 acht bis zehn Mal bei des Königs Goldschmied René de La Haye aufgeführt und kam trotzt bescheidener Ausstattung beim Publikum gut an. Dem Hof wurde sie im Mai auf Schloss Vincennes präsentiert, laut Cambert bestellte Mazarin daraufhin ein gewichtigeres Werk. Die Oper Ariane, so sie denn anlässlich der Königshochzeit aufgeführt worden wäre, hätte Perrin und Cambert weiterbringen können, doch gab man den Vorzug Cavallis Oper Ercole amante, bestellt vom Kardinal. Jener war aber nicht nur Importeur italienischer Opern, sondern auch Unterstützer der französischen Versuche auf dem Gebiet – sein Ableben bescherte Perrin und Cambert zunächst eine Krise. Zwar konnte Perrin zusammen mit des Königs Superintendanten der „musique de la Chambre“, Jean-Baptiste Boesset, eine La Mort d'Adonis genannte Pastorale beginnen, die auch in Auszügen vorgespielt dem König gefiel, doch sorgte bald eine Intrige dafür, das Stück wenig gut ankommen zu lassen. Perrin hatte seinen Komponisten derart über alle Maßen öffentlich gelobt, dass dessen Berufsgenossen sich herabgesetzt fühlen mussten. Im Ergebnis hatte er es damit geschafft, für längere Zeit bei des Königs Divertissements keinen Beitrag mehr anbringen zu können. Perrin verlegte sich in den 1660er Jahren auf Stücke für die höfische Kapelle und schrieb Liebes- und Bacchuslieder, alles in einem leichtherzigen Stil, ohne jemals die Schicklichkeit zu verletzen. 1665 gab Perrin im Vorwort seiner Arbeit Cantica pro Capella Regis eine Empfehlung über Anzahl und Länge der Kirchenlieder in der königlichen Messe und definierte umfangreich die Motette. Komponisten wie Henri Dumont, Jean-Baptiste Lully, Jean-François Lalouette, Michel-Richard Delalande, Marc-Antoine Charpentier und André Campra fassten später die Motette so auf, wie von ihm erklärt. Er hegte aber weiterhin den Plan einer Opernakademie. Schließlich brachte er seine Idee einer „Académie de Poésie et de Musique“ in einer Sammlung von Liedtexten zu Papier, bemühte hierzu selbst einen Renaissance-Humanisten wie Antoine de Baïf und konnte als Erstes Colbert überzeugen.

### Erfolgsoper ohne Gewinnbeteiligung
Am 28. Juni 1669 erhielt Perrin von König Ludwig XIV. zur Gründung der „Académie d’Opéra“ ein Privileg zusammen mit Cambert. Hinzu kamen die Geschäftspartner Alexandre de Rieux, Marquis de Sourdéac und Laurent Bersac, Sohn eines einfachen Unteroffiziers, der sich aber „Fondant de Champeron“ nannte. Rieux war zwar von echtem, altem bretonischen Adel, hatte aber einen Ruf als Mörder und Pirat an der dortigen Küste, als Wucherer, Falschmünzer und Dieb. Was ihn für Perrin nützlich machte, war seine Befähigung zur Bedienung einer Bühnenmaschinerie und die Mittel zur Einrichtung eines Theaters. Perrin hingegen saß bereits zu Beginn des Projekts ein Gläubiger im Nacken, der Parlamentsrat Gabriel Bizet de La Barroire, dessen Mutter er 1653 geheiratet hatte.
Die Gesellschaft, in der Perrin mit Cambert zusammen die künstlerische Leitung hatte und die ihn finanziell sanieren sollte, hielt drei Monate, dann kam es zur Umsortierung der Machtverhältnisse durch Rieux und Bersac: Cambert wurde einfacher Angestellter und der nicht besonders geschäftstüchtige Perrin spielte kaum mehr eine Rolle – nur sein Name zählte, da Inhaber des Privilegs. Dass ihre Oper Pomone einen unglaublichen Erfolg hatte und jede der 146 Aufführungen 1000 bis 4000 Livres in die Kasse brachte, nützte ihnen nun wenig. Perrin erstattete gegen seine Geschäftspartner am 9. Mai 1671 Anzeige, wurde selbst aber am 15. Juni auf Betreiben von de La Barroire in der Conciergerie eingesperrt. Die Wirkung seiner eigenen Anzeige gegen Rieux und Bersac wurde von ihm dann anscheinend falsch eingeschätzt: Er vermeinte, mit seinem Privileg nun wieder nach eigenem Gutdünken verfahren und es verkaufen zu können. Abnehmer war der Komponist Jean de Granouilhet, écuyer sieur de Sablières, „intendant de la musique de Monsieur“. Im Dezember 1671 tat sich Sablières zwecks Nutzbarmachung des Privilegs mit Henri Guichard zusammen, an den er die Hälfte seiner Rechte verkaufte.
Das vom König erteilte Privileg, das doch ein gewisses Ansehen genießen sollte, ging nun unter in Rechtshändeln von Personen, die mitunter im Gefängnis saßen oder bereits einschlägige Erfahrungen gemacht hatten. So kam es, dass das erteilte Privileg von Ludwig XIV. zurückgezogen wurde und da Perrin „nicht vollständig unserer Absicht zur Hand gehen konnte, die Musik zu jener Stelle anzuheben, die Wir Uns versprochen hatten“, übergeben wurde an „eine Person, deren Erfahrung und Fähigkeit Uns bekannt wurden“: Jean-Baptiste Lully. Der Komponist hatte vorher Perrin in der Conciergerie aufgesucht, ihm das Privileg abgekauft und zur Freiheit verholfen.
Cambert suchte unterstützt von seinem ehemaligen Schüler Louis Grabou sein Glück in London. Dabei hatte er die Partitur der Oper Ariane, ou le Mariage de Bacchus, die nach zwölf Jahren 1674 am Theatre Royal in der Bridges Street aufgeführt wurde. Perrin starb 1675 verarmt und vergessen.

### Aus der Sicht der Nachwelt
Als Cambert 1665 seine Airs à Boire drucken ließ, vergaß er nicht, im Vorwort darauf hinzuweisen, die Mehrheit der Reime seien von Perrin, der im Erfinden von Liedtexten von jedermann als hervorragend und unvergleichlich anerkannt sei. Perrin war Lyriker, anders als Philippe Quinault, der vom Sprechtheater kam und zusammen mit Lully ein Werk schuf, das – oft gerade aus der Sicht ihrer Biographen – die Schöpfer von Pomone in den Schatten stellt. Übersehen wird, dass Perrin recht angetan davon war, kein Dramatiker zu sein, nicht die Poesie ins Theater zu bringen, sondern zur Poesie des Theaters zu kommen. „Lyrische Verse und nicht Alexandriner“ hielt er für „viel passender zum Gesang und bequemer für die Stimme“. Dass sich dabei auch mal fougère (Farn) auf bergère (Schäferin) reimen sollte, war für Henry Prunières mit ein Grund, ihn zu den einfältigen Poeten zu zählen und nichts als Verachtung für ihn übrig zu haben. Aber es war die von Perrin verwendete Form, die von den Librettisten des folgenden Jahrhunderts vervollkommnet wurde. Die Pastorale (das Stück hieß einfach so und hatte keinen anderen Namen) war ohne höfische Unterstützung oder sonstige Subvention entstanden, erfreute das Publikum und hätte Perrin, nach Ansicht Prunières doch nicht Grund für etwaigen Stolz sein dürfen. Mit umfangreicherem Wissen um die Musik in der Mitte des 17. Jahrhunderts wird dies mittlerweile differenzierter gesehen.